# Златарева, Вера Димитрова
Вера Димитрова Златарева (3 декабря 1905 — 19 августа 1977) — болгарская общественная деятельница, феминистка, суфражистка, писательница и юристка. Член Союза учёных Болгарии.

## Биография

### Ранние годы и образование
Вера Златарева родилась 3 декабря 1905 года в деревне Голямо-Белово в Болгарии. Она окончила среднюю и старшую школу в Пловдиве, после чего переехала в Софию и окончила юридический факультет Софийского университета в 1929 году, а два года спустя получила степень доктора философии.

### Работа
В 1931—1932-х годах Вера Димитрова работала помощником юрисконсульта в Министерстве сельского хозяйства и государственного имущества Болгарии, а затем помощником руководителя Управления по борьбе с социальными правонарушениями. В 1938 году она участвовала в конкурсе на стипендию в области уголовной социологии в Международной федерации женщин-учёных.
Она также сотрудничала с журналами «Философски преглед», «Правна мисъл», «Фар на въздържанието», «Трезвеност», «Литературен глас», «Вестник за жената», «Женски глас», «Адвокатски преглед», «Полицай» и «Преглед за трудово право».

### Личная жизнь
Вера Златарева была замужем за юристом Михаилом Геновски (1903 — 1966), у них было двое детей. Совместно с мужем она была редактором болгарского журнала «Земя и труд».